# Знаменка (Нестеровський район)
Знаменка (рос. Знаменка, нім. Leegen) — селище Нестеровського району, Калінінградської області Росії. Входить до складу Чистопрудненського сільського поселення.
Населення —  80 осіб (2015 рік). 

## Населення
| 2002 | 2010 |
| ---- | ---- |
| 100  | ↘80  |